# Пуцу-ку-Салчіє
Пуцу-ку-Салчіє (рум. Puțu cu Salcie) — село у повіті Димбовіца в Румунії. Входить до складу комуни Метесару.
Село розташоване на відстані 56 км на північний захід від Бухареста, 30 км на південь від Тирговіште, 135 км на схід від Крайови, 112 км на південь від Брашова.

## Населення
За даними перепису населення 2002 року у селі проживала 781 особа, усі — румуни. Усі жителі села рідною мовою назвали румунську.